# イソペニシリン-Nエピメラーゼ
イソペニシリン-Nエピメラーゼ(Isopenicillin N epimerase、EC 5.1.1.17)は、以下の化学反応を触媒する酵素である。
イソペニシリン-N{\displaystyle \rightleftharpoons }ペニシリン-N
従って、この酵素の基質はイソペニシリン-N、生成物はペニシリン-Nである。
この酵素は異性化酵素、特にアミノ酸及びその誘導体に作用するラセマーゼ、エピメラーゼに分類される。系統名は、ペニシリンN 5-アミノ-5-カルボキシペンタノイル-エピメラーゼ(Penicillin N 5-amino-5-carboxypentanoyl-epimerase)である。この酵素は、ペニシリン及びセファロスポリンの生合成に関与している。